# Екатерининский собор (Херсон)
Екатерининский собор (церковь Великомученицы Екатерины, Спасский собор) — православный храм Херсона, один из старейших в городе, усыпальница князя Григория Потёмкина.

## Предыстория создания и общее описание
Храм возводился с 1781 года по 1786 год под наблюдением Григория Потёмкина и был освящён в честь Екатерины Александрийской, имя которой носила российская императрица Екатерина Великая.
Екатерининский собор входил в состав архитектурного ансамбля Херсонской крепости, заложенной в сентябре 1778 года (от ансамбля крепости почти ничего не сохранилось); до окончания в 1786 году строительства собора архитектурные проекты коренным образом изменялись 4 раза. Вначале собор намечался в центре площади, на пересечении главных улиц крепости.
Храм полон архитектурных символов, раскрывающих смысл основания и названия Херсона. Они связаны с Византией, с крещением Руси, с Греческим проектом Екатерины Великой (включавшем намерение завоевания Константинополя). Собор наследовал структуру древнерусских храмов домонгольского периода: крестово-купольную композицию (с удлинённой алтарной частью и с пристройкой по сторонам помещений ризницы и дьяконника). Но устремлённость вверх, характерная для древнерусского зодчества, отсутствует, и объёмно-пространственное решение храма несёт в себе черты византийской архитектуры, соединённой со стилем классицизма. Основу произведения составлял призматический объём, чётко выделенный за счёт членения стен мелким дощатым рустом. Северный и южный фасад были оформлены пилястровыми портиками с треугольными фронтонами, а главный, западный — портиком тосканского ордера. Все три входа дополнялись парами полуциркульных ниш со скульптурами. Композицию плоскостей стены храма и его притворов дополняли прямоугольные оконные проёмы и парные с ними круглые — выше. Подобные круглые проёмы были выполнены и в узком барабане.

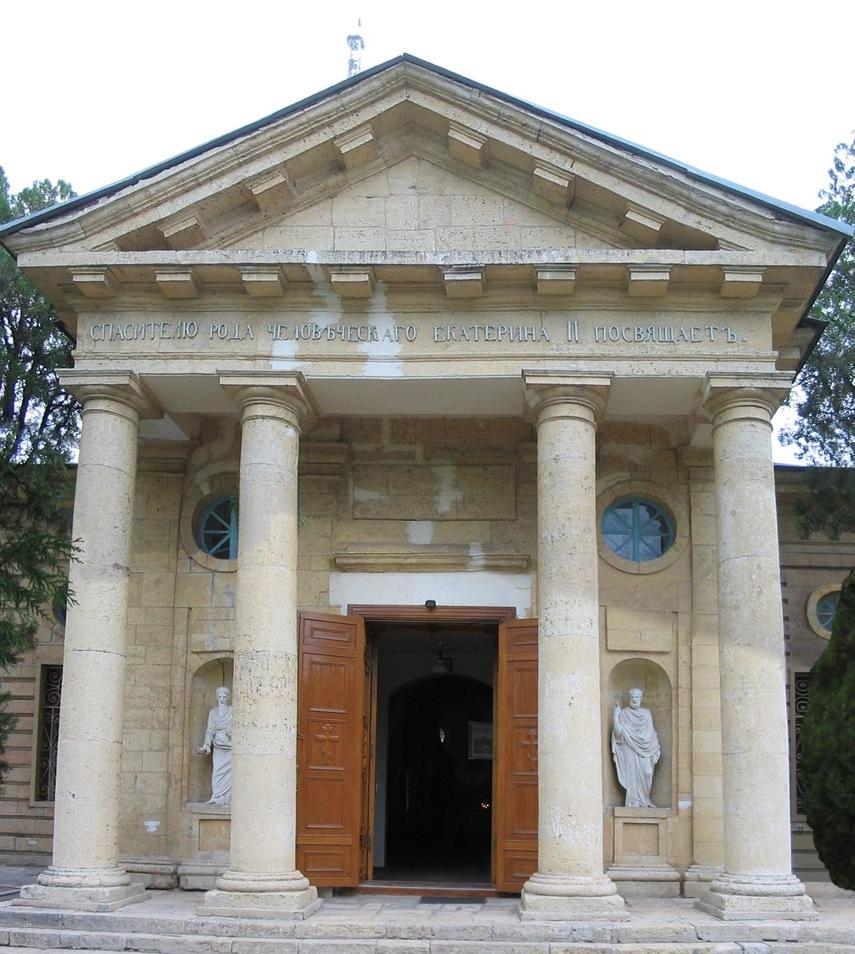
Главный вход

Здание выстроено из бледно-жёлтого ингулецкого известняка, в стиле русского классицизма с четырёхколонным портиком у западного фасада. Завершает строение невысокий купол. В наружных нишах помещены шесть скульптурных изображений святых.
Символическое значение имеют две статуи, находящиеся возле центрального входа: Апостол Петр с ключами от рая и Апостол Павел с мечом. Херсон, по замыслу, должен быть южным Петербургом, и собор был одним из первых шагов на этом пути. Князь Григорий Александрович Потёмкин, основатель Херсона, завоеватель Тавриды, распорядился поставить эти фигуры возле входа, чтобы напомнить, что ключи от Юга (то есть земного рая) достались после тяжелых боев, добытые мечом.
На фронтоне западного портика находится надпись бронзовыми, позолоченными буквами «СПАСИТЕЛЮ РОДА ЧЕЛОВѢЧЕСКАГО ЕКАТЕРИНА II ПОСВЯЩАЕТЪ», с чем связано именование собора Спасским.

## История собора

### До революции
Архитектором проекта собора считается Иван Егорович Старов. Строительство храма вёл архитектор Иван Матвеевич Ситников.
Храм возводился под руководством генерала Ивана Ганнибала, который 30 августа 1781 года произвел закладку каменного храма в честь великомученицы Екатерины. В камень было положена доска с высеченной на ней надписью: «Екатерина Вторая, Императрица и Самодержица Всероссийская, неподражаемая, но примерная потомству в великих делах её к сей стране град, флота и коммерции, на сем месте благоволила быть Божиему, во имя святой великомученицы Екатерины, соборному храму, который заложен месяца августа в 30 день 1781 г.» На строительстве храма работал инженер-полковник Н. И. Корсаков. В своём рапорте от 26 мая 1786 г. он сообщал Потёмкину: «Казенная соборная церковь 17 го числа сего месяца в присутствии Его Высокопреосвященства архиепископа Славянского и Херсонского Никифора освящена, в которой и священнослужение уже производится.»

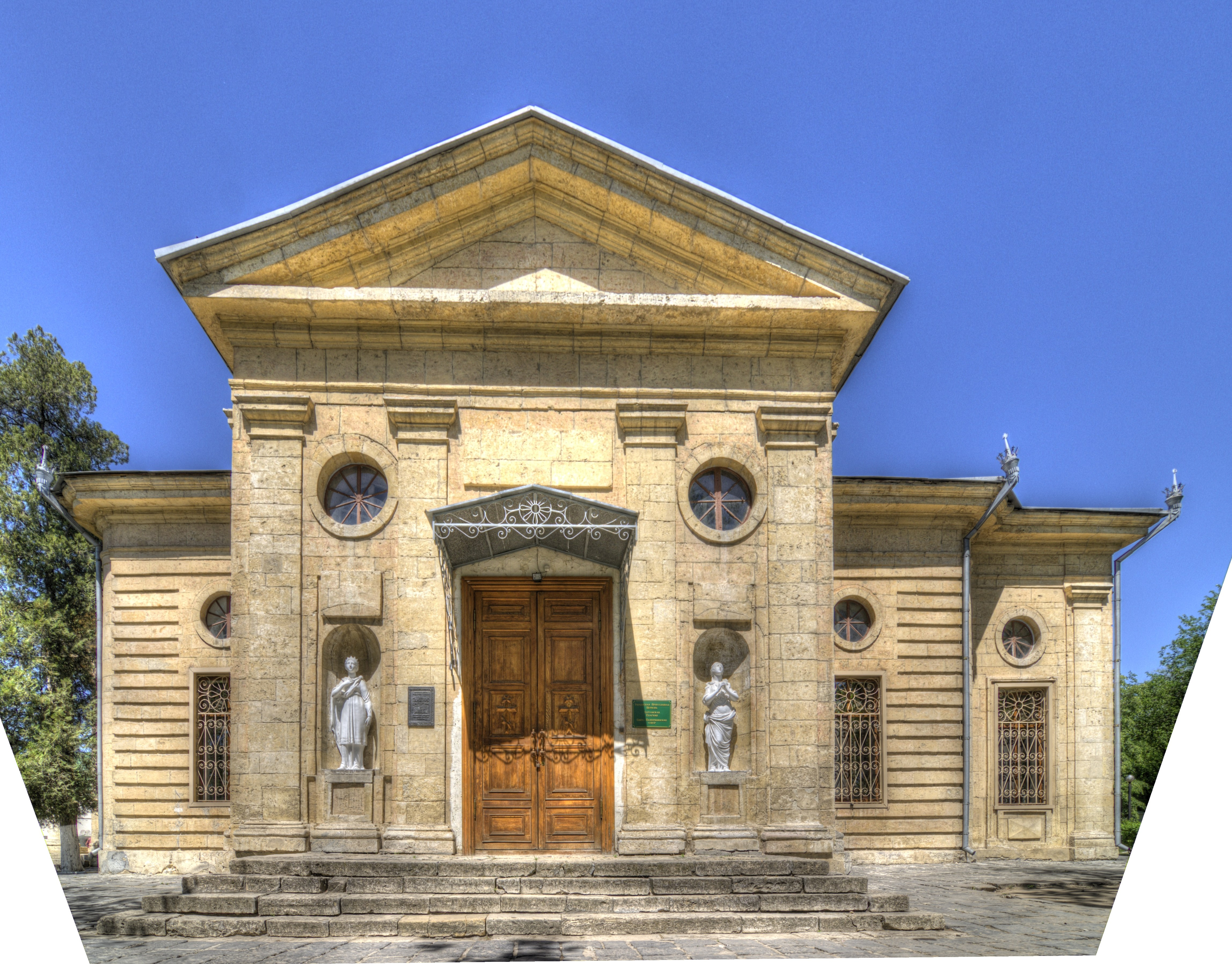
Вид с юга

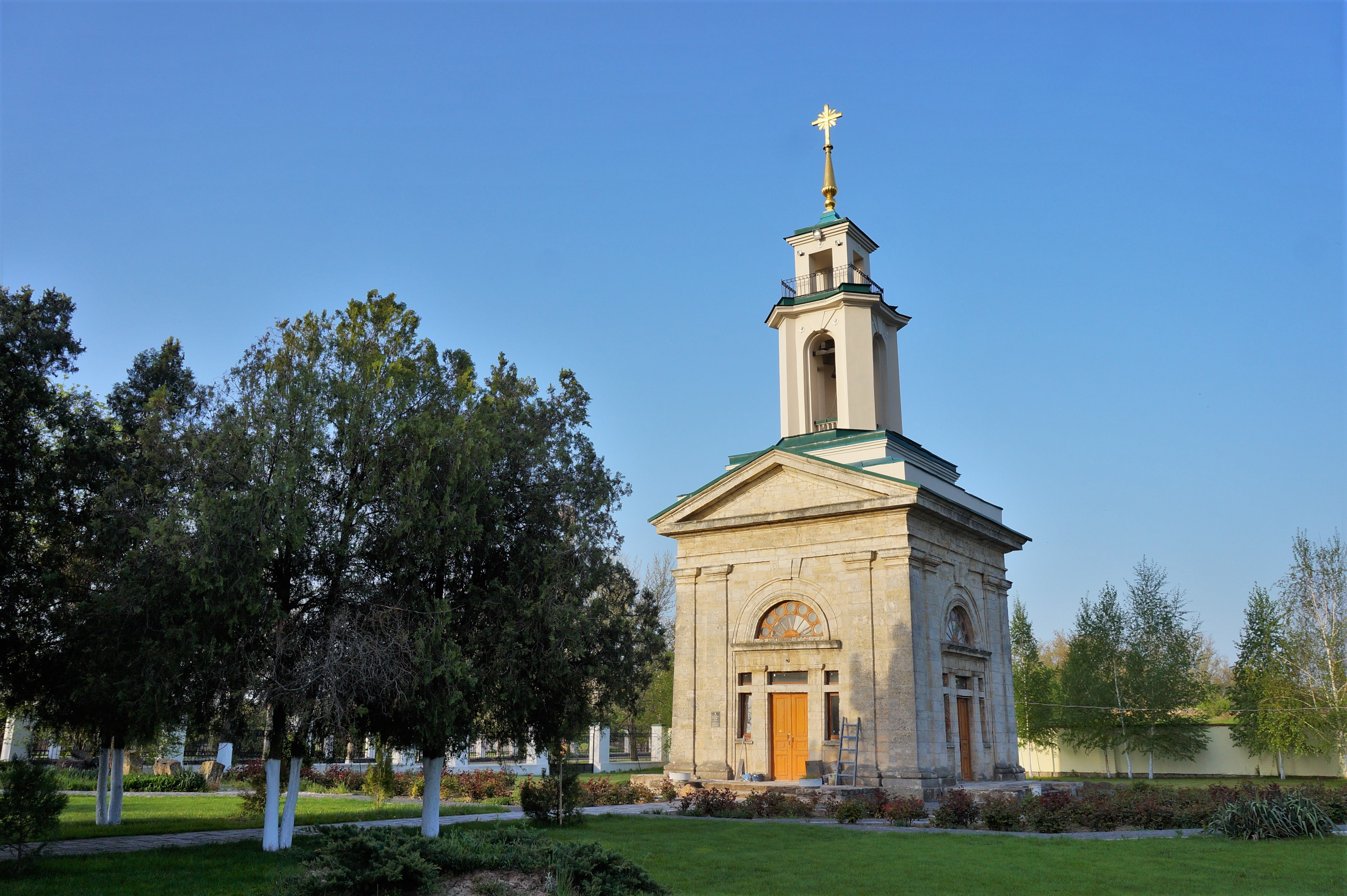
Колокольня собора

Работа над иконостасом собора была начата в 1783 году; руководил работами Михаил Шибанов; на работы проводили приехавшие из Петербурга резчики, позолотчики и живописцы. Иконостас был создан академиком орнаментной скульптуры Павлом Брюлло (отцом живописца Карла Брюллова), часть живописных композиций написал академик живописи Владимир Боровиковский, часть была написана живописцем Николаем Шляхиным.
Соборная колокольня, деревянная, была выстроена в 1786 году, в стиле раннего классицизма. В 1800 году на её месте была возведена каменная колокольня, увенчанная высоким шпилем. В 1808 году колокольня была разобрана, на её месте была снова выстроена новая; высотой в 26 метров, на ней были укреплены 12 колоколов, наибольший из них весил 112 пудов (1834,6 кг). Колокола были утрачены в 1930 е гг, в настоящее время сохранился только нижний ярус колокольни, декорированный двухколонными портиками и пилястрами.
В мае 1787 года собор посетила императрица Екатерина Великая; в память об этом посещении в соборе было оставлено стоящее под балдахином кресло, в котором она сидела во время богослужения. В память об этом посещении в собор в 1787 году императрицей были присланы золотой, украшенный драгоценными камнями и жемчугом, напрестольный крест 1677 года и Евангелие 1698 года.
В разные годы собор посещали Александр Суворов, Михаил Кутузов, герой войны 1812 года Денис Давыдов, Фёдор Ушаков.

### После революции
В 1922 году, по постановлению ВЦИК «Об изъятии церковных ценностей» из собор изъяли 2 пуда 18 фунтов серебра.
В 1930 году собор был закрыт. Небольшая часть икон была взята в Херсонский краеведческий музей, а написанный В. Л. Боровиковским иконостас и убранство церкви — погибли. В храме был открыт антирелигиозный музей. Могила Потёмкина неоднократно вскрывалась. По свидетельству писателя Б. Лавренёва, в 1930-х годы одно время череп Потёмкина был выставлен, как экспонат антирелигиозного музея; затем возвращён в склеп.
В 1942 году, в начале немецкой оккупации, собор был освящён, возобновились богослужения. Вместо резного иконостаса был поставлен простой-одноярусный, были размещены сохранившиеся у прихожан иконы. В 1954 году настоятелем храма был назначен преподобный Варсонофий Херсонский (Василий Григорьевич Юрченко, 1880—1954) ,, скончавшийся в том же году, и в 2008 году прославленный в лике святых православной церкви.
В 1962 году на волне новой антирелигиозной борьбы собор вновь был закрыт. Здание использовали для хранения дров, позже — под склад облкниготорга.
В 1970 году в здании собора был открыт Дом пропаганды общества охраны памятников. В начале 1980-х годов по старым чертежам была восстановлена колокольня. В 1989 году здание собора из-за аварийного состояния закрыли.
25 августа 1991 года Екатерининский собор был передан верующим.
3 августа 2023 года собор был повреждён в результате российского обстрела. Во время атаки было ранено восемь человек.

## Военный некрополь

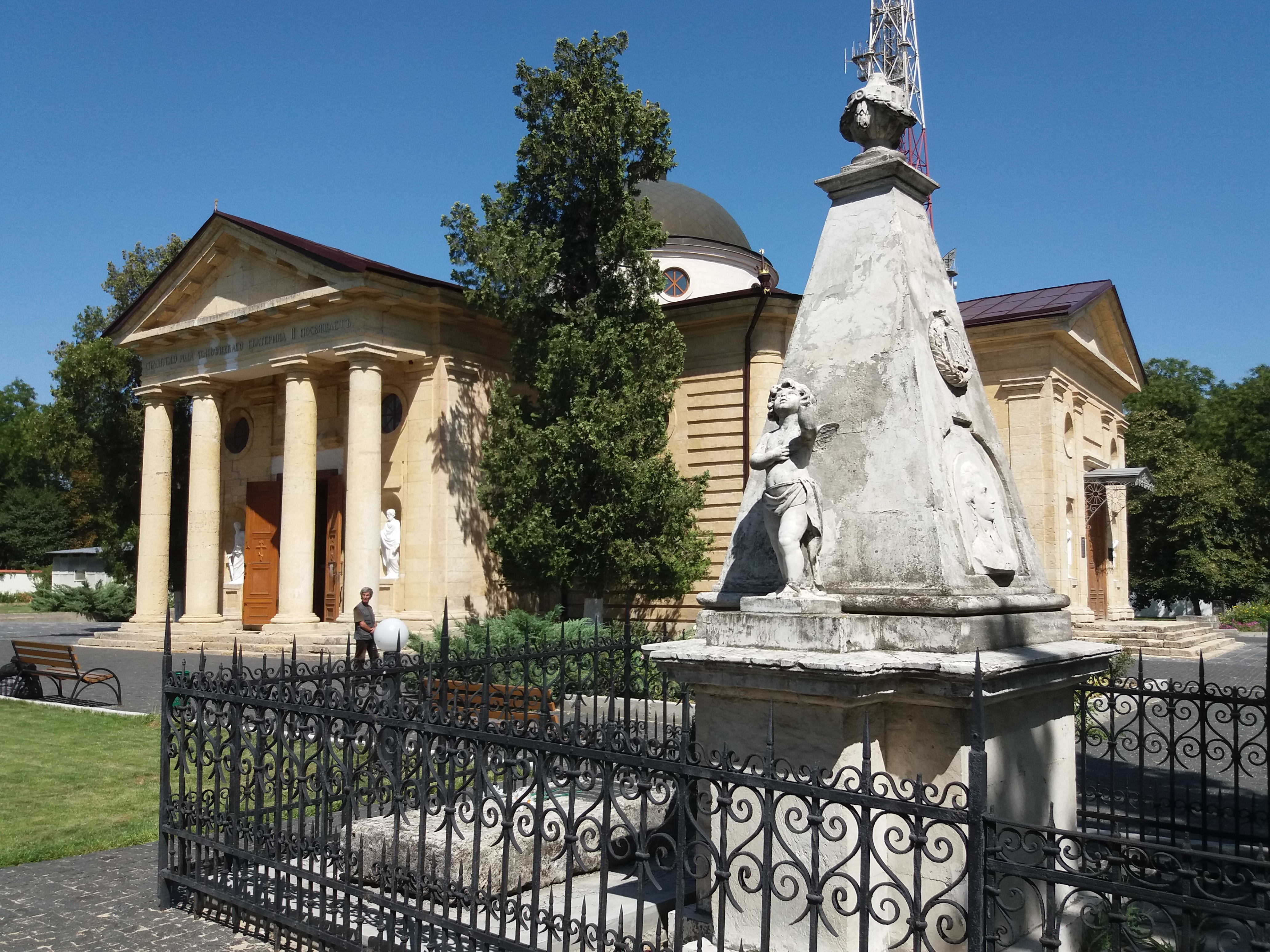
Памятник генералу Ивану Синельникову

6 декабря 1788 года, по распоряжению князя Потёмкина-Таврического тела убитых воинов были перевезены в Херсон и погребены в ограде церкви.
Храм был обнесён оградой, внутри которой находятся могилы и стоящие над ними надгробные памятники героям Очаковского сражения, погибшим на Очаковском штурме.
В ограде похоронили также:
- умершего в Галаце принца Карла Фридриха Генриха Вюртемберг-Штутгартского[7], брата императрицы Марии Фёдоровны, супруги императора Павла,
- генерала-артиллерии барона Ивана Меллер-Закомельского, раненного смертельно при осаде Килийской крепости,
- генералов: Сергея Авраамовича Волконского, Степана Петровича Максимовича, Ивана Максимовича Синельникова,
- принца Карл Генрих Нассау-Зиген,
- строителя Херсонской крепости полковника Николая Ивановича Корсакова[8], умершего 24 августа 1788 во время осады Очакова,
- Господаря Молдавского княжества князя Эммануила Россете, скончавшегося 8 марта 1794 года в Херсоне.[9] Грек Маноле Жиани Русет (Эммануил Россете) правил Молдавским княжеством с мая по октябрь 1788 г.[10]

Перечень сохранившихся на 1841 год погребений включает имена:
C правой стороны алтаря:
- 1) принцу Карла Фридриха Генриха Виртембергскому с неправильными надписями: с южной стороны «Принц Александр Виртембергский», а с северной «праху во цвете лет и в добродетелях скончавшегося героя»; на западной и восточной герб его.
- 2) Молдавскому князю Еммануилу Россети. Ближе к алтарю -
- 3) инженер-полковнику Николаю Корсакову, с стихами…

С левой стороны алтаря:
- 4) генералу от артиллерии барону Ивану Ивановичу Меллеру-Закомельскому;
- 5) сыну его полковнику Меллер-Закомельскому.

С правой стороны церкви:
- 6) генерал-майору князю Сергию Абрамовичу Волконскому[11];
- 7) принцу Карл Генрих Нассау-Зиген.

С левой стороны вблизи колокольни:
- 8) войска Донского полковнику Петру Дмитриевичу Мартыновичу; рядом с ним
- 9) бригадиру Ивану Петровичу Горичу-Большему;
- 10) генерал-майору Степану Петровичу Максимовичу и другим."[12]

Уже во второй половине XIX века кладбище частично претерпело разрушения и имена на некоторых надгробиях при реставрации кладбища в 1870-х гг. различить было уже невозможно, как и установить, кому именно принадлежат сохранившиеся останки из указанных захоронений, вследствие чего на месте одной из ставшей безымянной могил возложено надгробие «Неизвестному генералу» времён Крымской войны.

## Могила князя Потёмкина

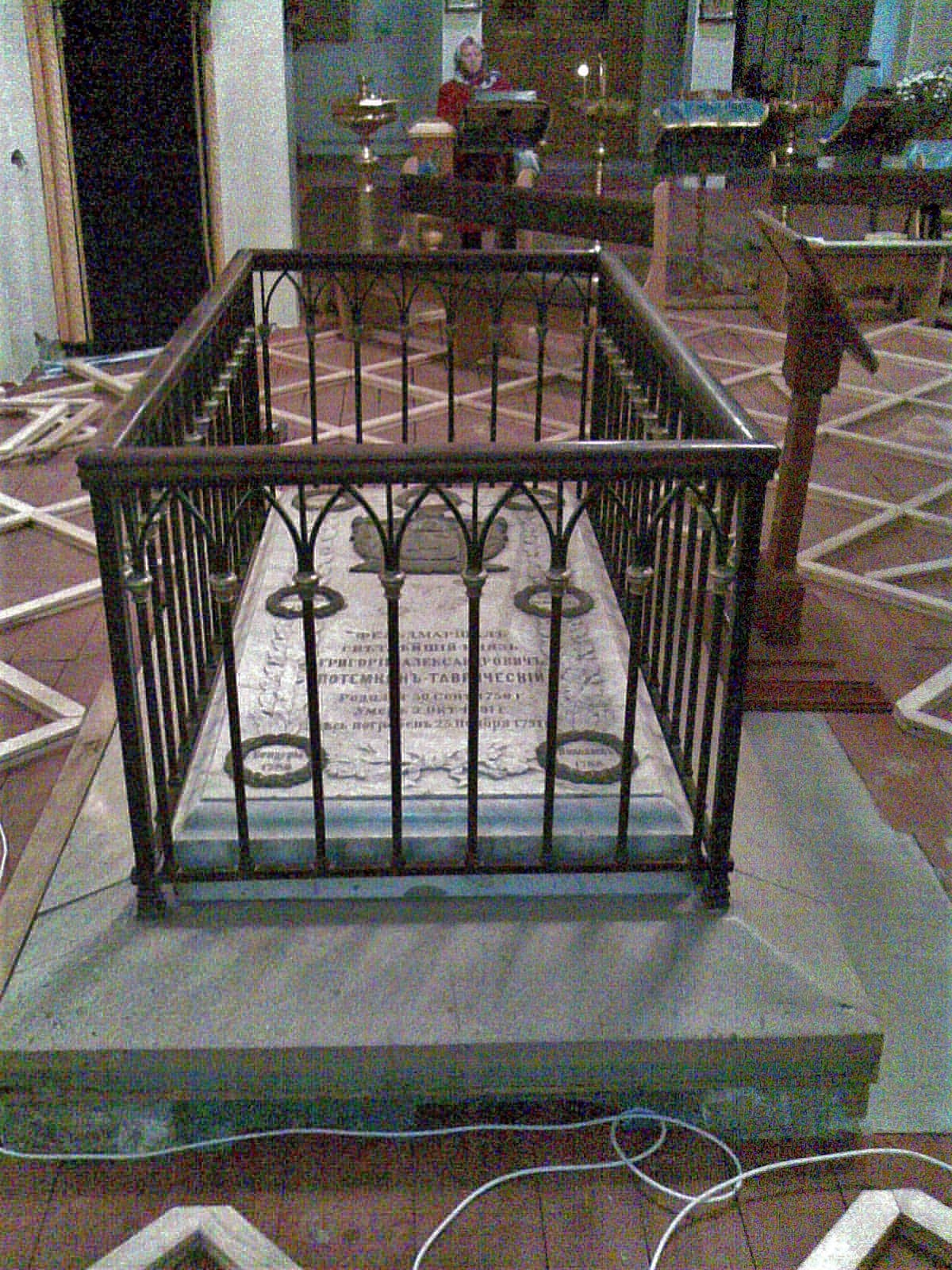
Надгробие Потёмкина

В Екатерининском соборе захоронен прах князя Григория Потёмкина, скончавшегося в Яссах 5 октября 1791 года.
Тело князя сразу после его кончины было забальзамировано и готово к погребению. Одетый в парадный генерал-фельдмаршальский мундир, светлейший князь был уложен в двойной гроб: дубовый и свинцовый. В изголовье князя положили миниатюрный портрет Екатерины ІІ, весь усыпанный бриллиантами. Вскоре в Яссы пришло указание Екатерины ІІ: «…Тело покойного князя перевесть в Херсон, и там погребеть со всеми подобающими степени и заслугам его почестями». Михаилу Фалееву (инженеру-строителю из Николаева), было поручено устроить в Екатерининском соборе склеп; он был сделан мастером Аладовым и его подручными. Сердце Потёмкина, помещенное в золотую урну, должны были захоронить в Екатерининском соборе, под престолом. Но по настоянию родственников князя, прежде всего графини Александры Браницкой, его погребли на родине светлейшего князя, в Покровской церкви (в настоящее время разрушена) села Чижево около Смоленска.
22 ноября 1791 года траурный кортеж прибыл в Херсон. В тот же день по городу проехал эскадрон полка князя во главе с его генерал-адъютантом, который оповестил херсонцев о завтрашнем захоронении Потёмкина. Главным распорядителем похорон был родственник князя — генерал Михаил Сергеевич Потемкин.
23 ноября 1791 года в центре Дворцовой площади, на возвышении, покрытом парчою, находился гроб, обтянутый розовым бархатом со сверкающими золотыми позументами. Справа от гроба стояла чёрная мраморная доска, на которой были перечислены заслуги Потёмкина, слева — герб князя. У гроба несли почетное дежурство генералы, полковники и штаб-офицеры. В карауле стояли солдаты Екатеринославского гренадерского полка, лейб-гвардии Преображенского полка и кирасирского полка Князя Потёмкина.
В момент выноса тела князя войска стали во фрунт по обе стороны шествия. Прогремел залп орудий в 11-кратном выстреле, сопровождаемый колокольным звоном всех храмов Херсона.
В начале процессии шёл эскадрон гусар и кирасирский полк Князя Потёмкина. За ними под траурный бой барабанов на площадь вышли сто двадцать солдат с факелами в черных епанчах (плащах) и шляпах с чёрным флером (чёрной шелковой тканью, скрывающей лицо). Следом выступали двадцать четыре обер-офицера в белых епанчах, местные вельможи, генералитет, духовенство. Далее следовали офицеры, несшие регалии генерал-фельдмаршала: икону, подаренную императрицей, ордена, камергерский ключ, гетманскую булаву и саблю, венец (подарок Екатерины ІІ), фельдмаршальский жезл, кейзер-флаг и знамёна. Гроб с телом князя офицеры несли до самого Екатерининского собора. Следом ехали дроги, покрытые чёрным бархатом, запряженные восемью лошадьми, и парадная карета Потёмкина, покрытая чёрным сукном. Завершал шествие эскадрон конвойных гусар. По совершении литургии епископ Херсонский Амвросий произнёс надгробное слово. После панихиды прозвучали артиллерийские залпы и троекратный выстрел из ружей. Гроб с телом светлейшего был опущен в склеп: «…сего месяца 23 дня тело покойного светлейшего князя в Херсонской соборной церкви предано земле с подобающей церемонией, место для погребения выбрано пристойное…»
Тело князя покоилось под полом по правую сторону амвона. В полу была сделана подъемная дверь через которую спускались в свод, где стоял гроб, а перед ним икона с горящею пред нею лампадой.
В 1798 году, по приказанию императора Павла, забальзамированное тело было предано земле: «все тело, без дальнейшей огласки, в самом же том погребу погребено было в особо вырытую яму, а погреб засыпан землею и изглажен так, как бы его никогда не бывало». Позднее был закрыт и сход в склеп. Мраморное надгробие Потёмкина находится над скрытым склепом, посреди храма, перед амвоном. Ежегодно, в день памяти Григория Александровича Потёмкина, на его могиле служится панихида.
В конце октября 2022 года российские власти сообщили, что они «перевезли на левый берег останки светлейшего князя, которые были в Екатерининском храме».